# Хем Кири
Хем Кири (англ. Hem Kiry, 11 апреля 1980, Пномпень, Народная Республика Кампучия) — камбоджийский пловец. Участвовал в летних Олимпийских играх 2000 и 2004 годов.

## Биография
Хем Кири родился 11 апреля 1980 года в камбоджийском городе Пномпень.
В 2000 году вошёл в состав сборной Камбоджи на летних Олимпийских играх в Сиднее. Выступал в плавании на 50 метров вольным стилем. В предварительном заплыве показал 66-й результат (26,41 секунды) и не попал в число 16 участников полуфинала, уступив 3,67 секунды худшему из квалифицировавшихся — Денису Пиманкову из России.
В 2004 году вошёл в состав сборной Камбоджи на летних Олимпийских играх в Афинах. Выступал в плавании на 50 метров вольным стилем. В предварительном заплыве показал 70-й результат (27,49) и не попал в число 16 участников полуфинала, уступив 4,98 секунды худшему из квалифицировавшихся — Карелу Новы из Швейцарии. Был знаменосцем сборной Камбоджи на церемонии открытия Олимпиады.
В 2012 году установил рекорд Камбоджи на 50-метровке вольным стилем — 26,48.
Работает тренером в сборной Камбоджи по плаванию.

## Семья
Происходит из семьи пловцов. Отец Хем Тхон (1943—2015) также занимался плаванием, в 1959 и 1962 годах участвовал в Играх Юго-Восточной Азии. Брат Хем Лумпхат (1976—2020) выступал на летних Олимпийских играх 1996 года, брат Хем Тхон Понлоу (род. 1990) — на летних Олимпийских играх 2008 и 2012 годов, сестра Хем Раксмей (род. 1983) — на летних Олимпийских играх 1996 и 2000 годов. Племянница Хем Кири и дочь Хем Лумпхата Хем Тхон Витини (род. 1993) участвовала в летних Олимпийских играх 2008, 2012 и 2016 годов.